# Joseph Pilhes
Pour les articles homonymes, voir Pilhes.
Joseph Pilhes, dit La Beaumelle, est un écrivain et homme politique français né et mort à Tarascon-sur-Ariège (20 mars 1740 - 20 novembre 1832).

## Biographie
Après des études de droit à Toulouse, il est avocat et juge au tribunal civil de Foix. Il est entre autres l'auteur de la pièce Le Bienfait anonyme ou Montesquieu à Marseille qui met en scène un acte de générosité de Montesquieu.
Il fut viguier d'Andorre de 1806 à 1820.

## Œuvres
- Le Bienfait anonyme, Paris, Théâtre de l'Odéon, 1783.